# بنجامين تشو تيلغمان
بنيامين تشو تيلغمان (بالإنجليزية: Benjamin Chew Tilghman)‏ (1821-1901) كان جنديًا أمريكيًا ومخترعًا. وهو مخترع عملية السفع الرملي المستخدمة في الكثير من التطبيقات الصناعية والهندسية.
ولد في فيلادلفيا، ببنسلفانيا، في 26 أكتوبر 1821م. وكان والده حفيدا لجراح في البحرية البريطانية ريتشارد تيلغمان. وكان قريبا لويليام تيلغمان، رئيس قضاة فيلادلفيا.
تلقى بنجامين تيلغمان تعليمه في كلية بريستول وبعد ذلك في جامعة بنسلفانيا ، حيث حصل على شهادة في القانون عام 1839م، على الرغم من أنه لم يمارس هذه المهنة أبدًا. قضى مع شقيقه ريتشارد وقت كثيرا قبل الحرب الحرب الأهلية الأمريكية في رحلات عبر أوروبا وزيارة المختبرات الكيميائية والطواحين.

## اختراع عملية السفع الرملي
تقول الأسطورة أن تيلغمان رأى تأثير الرمال التي تهب عليها الرياح على النوافذ في الصحراء عندما كان جنرالا في الجيش، وأن هذا كان أساس اختراعه للسفع الرملي.
في عام 1870م، اخترع عملية السفع الرملي وقدم براءة اختراع لها في الولايات المتحدة (براءة الاختراع الأمريكية رقم 108408. مع تفصيل العديد من التطبيقات التي تناسب هذه التقنية، مثل شحذ المبارد وتنظيف الغلايات التنظيف أو استخدامه مع الخشب. في وقت لاحق من ذلك العام تم إصدار براءة الإختراع في المملكة المتحدة.
في عام 1871 ، في المعرض الأربعين للمعهد الأمريكي بمدينة نيويورك ، حصل على وسام الشرف العظيم من المعهد على اختراعه بعد فترة وجيزة ، حصل أيضًا على وسام إليوت كريسون من معهد فرانكلين.[بحاجة لمصدر]
قام بتحسين التقنية لأغراض مختلفة، وفي عام 1877م حصل على براءة اختراع (براءة الإختراع الأمريكية رقم 252،279) لشحذ المبارد، والتي قام بتسويقها باسم "Liquid Grindstone". وتبع ذلك المزيد من براءات الاختراع.